# Aeroporto de Niquelândia
O Aeroporto de Niquelândia ( ICAO: SWNQ) está localizado no município de Niquelândia, Goiás. 
Suas coordenadas são as seguintes: 14°26'11.00"S de latitude e 48°29'31.00"W de longitude. Possui uma pista de 1400m de asfalto.